# 発酵工学
醸造学（じょうぞうがく、zymology）は、微生物を利用して、酒や味噌といった発酵食品を作る技術を研究・開発する学問。農芸化学の下位分野。発酵学、発酵科学、発酵工学、醸造科学、醸造工学とも。
微生物を利用して医薬品を開発したり、新しい環境技術を開発することも醸造学の一分野である。また、微生物に限らず、植物、動物等の機能を利用した、バイオテクノロジーの分野の研究もされている。